# François Philippe de Latour-Foissac
François Philippe de Latour-Foissac (Minfeld, 11 luglio 1750 – Hacqueville, 11 febbraio 1804) è stato un generale e ingegnere francese, che si distinse durante le guerre rivoluzionarie, particolarmente nel corso della Campagna d’Italia del 1796-1797. Incaricato della difesa di Mantova, dopo un breve assedio di quattro mesi si arrese, consegnando la piazzaforte all'esercito austriaco. Ritornato in Patria, su decisione del Primo Console Napoleone Bonaparte fu radiato dall'esercito, e gli fu proibito di indossare una qualsiasi uniforme. Era il padre del generale Antoine Henri Armand Jules Elisabeth di Latour-Foissac (1782-1855).

## Biografia
Nacque a Minfeld, in Germania, l'11 luglio 1750. Arruolatosi nell'esercito francese entrò in servizio nel 1768, assegnato come secondo tenente all'École royale du génie di Mézières. Divenuto ingegnere il 1 gennaio 1770, fu promosso capitano il 1 gennaio 1777. Nel 1780 partecipò alla Guerra d'indipendenza americana sotto gli ordini del generale Jean-Baptiste Donatien de Vimeur de Rochambeau.
Rientrato in Francia nel 1783 lavorò ad alcune importanti opere di fortificazione, e nel 1790 pubblicò a Strasburgo, in due volumi, il Traité théorico-pratique et élémentaire de la guerre de retranchement. Nel corso del 1791 fu nominato Cavaliere dell'Ordine di San Luigi. 
Dopo lo scoppio della Rivoluzione francese si schierò a favore della Repubblica, venendo assegnato all'Armée du Nord come aiutante generale l'8 febbraio 1792. Il primo incarico fu quello di consegnare la dichiarazione di guerra al duca Alberto di Sassonia-Teschen, comandante dell'esercito dei Paesi Bassi austriaci. Il 22 agosto 1792 assunse l'incarico di Capo di stato maggiore nella Divisione del generale d'Harville, partecipando alla battaglia di Jemappes (6 novembre 1792).
L'8 marzo 1793 fu nominato comandante di brigata, venendo promosso al grado di generale di brigata a titolo provvisorio il 30 dello stesso mese dal generale de Dampierre. Il 15 maggio 1793, in seguito alla fu sollevato dall'incarico e arrestato, rimanendo in prigione fino alla caduta di Robespierre,   ritornando in servizio attivo come comandante di un battaglione del genio. 
Il 24 maggio 1795 venne confermato nel suo grado di generale di brigata, per essere promosso al rango di generale di divisione il 13 giugno 1795, in forza all'Armée des côtes de Cherbourg. Il 1 gennaio 1796 fu nominato Ambasciatore della Repubblica francese in Svezia, ma rifiutò l'incarico preferendo un comando nell'esercito, e il 2 settembre dello stesso anno fu nominato comandante della Piazzaforte di Parigi. Nella notte dal 9 al 10 settembre dello stesso anno represse usando la cavalleria il tentativo di rivolta del campo di Grenelle. 
Il 20 ottobre 1797 fu assegnato all'Armée d'Italie, e il 29 marzo 1798 fu incaricato della sorveglianza della linea di demarcazione con gli austriaci e alla costruzione di piazzaforti in Italia. Nel 1799, durante la disastrosa ritirata del generale Schérer, divenne responsabile della difesa di Mantova. Dopo aver resistito per quattro mesi all'assedio posto alla città dall'esercito austriaco, comandato dal generale Kray von Krajowa, si arrese il 27 luglio 1799. La resa dalla piazzaforte di Mantova fu considerato dall'opinione pubblica francese come uno scandalo nazionale.
Fatto prigioniero, e trattato con tutti gli onori dall'avversario, una volta liberato rientrò in Francia per essere sottoposto a corte marziale su decisione presa dal generale Bernadotte. Revocata la precedente decisione di processarlo, il 1 dicembre 1799 il Primo Console Napoleone Bonaparte decise di radiarlo dall'esercito in quanto indegno di indossare l'uniforme. Tale decisione, comunicata al Ministro della guerra Lazare Carnot tramite lettera, divenne esecutiva con Decreto consolare del 24 luglio 1800. Nel 1801 egli diede alle stampe, nel tentativo di discolparsi dalla accuse che gli venivano mosse, il Précis ou journal historique et raisonné des opérations militaires et administratives qui ont eu lieu dans la place de Mantoue depuis le 9 germinal jusqu’au 10 thermidor de l’an VII. Nell'agosto di quello stesso anno la sentenza del Primo Console fu poi lievemente attenuata, ed egli si ritirò a vita privata. 
Si spense a Hacqueville l'11 febbraio 1804.

## Pubblicazioni
- Traite Theorie-Pratique Et Elementaire de La Guerre Des Retranchemens, L'Imprimerie de Levault, Strasbourg, 1790.
- Le chantre de la liberte , poesies fugitives et patriotiques, par le citoyen F. P. F., A. G. D. E., 1794.
- Plaidoyer contre l'usure des Juifs des évêchés, de l'Alsace et de la Lorraine , 1795.
- Oeuvres militaires. Traité de la défense des places, con Sébastien Le Prestre Vauban, Magimal, Paris, 1795.

### Annotazioni
1. ↑  La decisione presa da Bonaparte gli imponeva di non portare mai più qualsiasi uniforme.

### Fonti
1. 1 2 3 4  Crowdy 2019, p. 17.
2. 1 2 3  Thierry Pouliquen.
3. 1 2 3  Napoleon Series.
4. 1 2  Cuccia 2014, p. 193.
5. ↑  Lynn 2019, p. 104.
6. 1 2 3 4 5 6  Michaud 1847, p. 125.
7. 1 2  Bonaparte 1860, p. 529.
8. ↑  Bonaparte 1860, p. 530.
9. ↑  Charavay 1907, p. 364.